# Kazimierz (Kosakowo)
Kazimierz (deutsch Kasimir; kaschubisch Kadzëmiérz) ist ein Dorf in der Landgemeinde Kosakowo im Kreis Puck in der polnischen Woiwodschaft Pommern.

## Geographische Lage
Das Dorf liegt nordwestlich von Kosakowo im westlichen Bereich der Landgemeinde Kosakowo an der Droga wojewódzka 100.